# ویکتور برومر
ویکتور برومر (انگلیسی: Viktor Bromer؛ زادهٔ ۲۰ آوریل ۱۹۹۳) ورزشکار ورزش شنا اهل دانمارک است.
وی در مسابقات کشوری و بین‌المللی در مجموع برندهٔ ۱ مدال طلا و ۳ مدال نقره شده‌است.